# Pablo Barrios
Pablo Barrios Rivas, född 15 juni 2003 i Madrid, är en spansk fotbollsspelare.

## Karriär
Pablo Barrios inledde sin seniorkarriär i Atlético Madrid år 2022. Han har representerat Spanien på såväl U19-, U21- som U23-nivån. Han blev olympisk guldmedaljör i fotboll vid olympiska sommarspelen 2024 i Paris efter att Spanien slagit Frankrike i finalen.